# Peter Fromherz
Peter Fromherz (Ludwigshafen am Rhein, 8 de outubro de 1942) é um bioquímico e biofísico alemão.

## Publicações selecionadas
- Lipid-Protein-Filme zum Bau einfacher organisierter Systeme. Dissertation, Marburg 1969, DNB 482110406.
- Synthese und Analyse eines Enzym-Lipid-Farbstoff-Verbandes zwischen Elektrolyt und Halbleiter. Habilitationsschrift, Marburg 1977.

## Prêmios e reconhecimentos
Fromherz é desde 1992 membro da Academia de Ciências de Heidelberg e desde 2003 da Academia das Ciências de Berlim.
- 1998: Prêmio Julius Springer de Física Aplicada
- 2004: Prêmio de Pesquisa Philip Morris